# Phaea crocata
Phaea crocata là một loài bọ cánh cứng trong họ Cerambycidae.